# Rick Perry
Pour les articles homonymes, voir Perry.
James Richard Perry, dit Rick Perry, né le 4 mars 1950 à Paint Creek (Texas), est un homme politique américain. Membre du Parti républicain, il est gouverneur du Texas entre 2000 et 2015 et secrétaire à l'Énergie dans l'administration du président Donald Trump de 2017 à 2019. Il est également candidat à l'investiture de son parti en vue des élections présidentielles de 2012 et de 2016.

## Biographie

### Enfance et études
Fils de ranchers, James Richard Perry est né le 4 mars 1950 à Paint Creek, dans l'ouest du Texas, au nord de la ville d'Abilene. Diplômé en biologie animale de l'université A&M du Texas, il est officier de réserve avec le grade de capitaine dans la United States Air Force.

### Carrière
Rick Perry est employé du département de l'Éducation du Texas, de 1978 à 1986.
En 1984, il est élu à la Chambre des représentants du Texas comme démocrate de la circonscription d'Haskell (64e district). Il est élu pour trois mandats de deux ans, jusqu'en 1991. En 1989, il rejoint le Parti républicain.
Il est élu en 1990 commissaire à l'Agriculture de l'État du Texas et reste en poste jusqu'en 1998, date à laquelle il devient le lieutenant-gouverneur de George W. Bush, gouverneur du Texas depuis 1995, réélu en 1998.
Selon Karl Rove, son principal conseiller politique dans les années 1990, Rick Perry fait partie de la stratégie de conquête de l'ancien bastion démocrate du Texas par le Parti républicain au cours des années 1990. La popularité de Rick Perry dans l'ouest du Texas lui permet d'y accroître les effectifs et les électeurs du Parti républicain alors que le sénateur Kay Bailey Hutchison se chargerait de verrouiller[non neutre] politiquement les banlieues et le vote des femmes. Les succès électoraux de George W. Bush dans le centre de l'État finirent de faire en quelques années de cet État une des places fortes les plus conservatrices et républicaines du pays.

#### Gouverneur du Texas

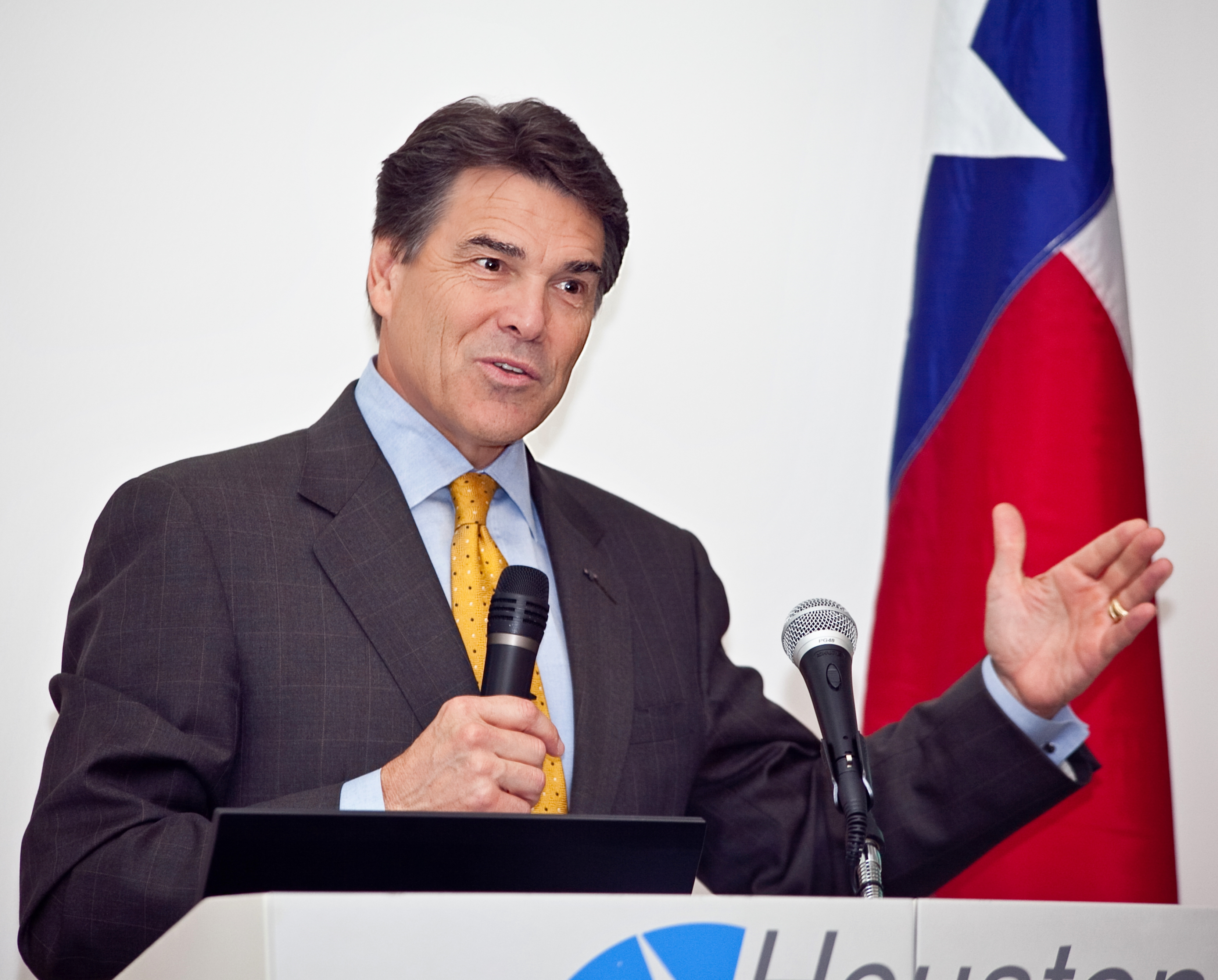
Rick Perry en 2010.

Rick Perry succède au gouverneur George W. Bush en 2000 lorsque celui-ci est élu à la Maison-Blanche. En 2002, il est facilement élu en son nom face au candidat démocrate Tony Sanchez.
Rick Perry entreprend de réformer l'assurance-maladie du Texas et de la rendre plus accessible, notamment aux enfants en dépit des problèmes budgétaires pour y parvenir. Il augmente également le budget de l'éducation, notamment pour venir en aide aux enfants en difficulté scolaire et permet à une certaine catégorie d'immigrants illégaux de poursuivre leurs études supérieures au Texas, dans une version amendée du DREAM Act fédéral,.
En 2002, Perry et son candidat pour le poste de lieutenant-gouverneur, David Dewhurst, axent leur campagne sur leur rigidité face aux criminels. Conservateur fiscal, il procède également à des coupes budgétaires et à des baisses d'impôts, tout en équilibrant le budget et en attirant les investisseurs. Cependant, cette politique de rigueur se fait notamment aux dépens des autres programmes du gouverneur, notamment dans l'éducation.
Les réformes de Perry rencontrent l'hostilité de nombreux parlementaires, y compris les républicains notamment les élus des circonscriptions les plus pauvres. Perry se heurte également à la contrôleuse des finances de l'État, la républicaine Carol Strayhorn sur sa réforme des finances scolaires, qui décide de se présenter contre lui comme candidate indépendante au poste de gouverneur du Texas.
Rick Perry est également critiqué par les conservateurs de son parti pour avoir nommé des démocrates et des républicains modérés à de hautes responsabilités au sein de l'administration du Texas, dont le premier Secrétaire d'État de Perry, Henry Cuellar, aujourd'hui un représentant démocrate au niveau fédéral, ou encore le juge modéré Xavier Rodriguez, proche de David Souter, un juge modéré de la Cour suprême des États-Unis. Parmi les autres critiques, son utilisation de l'argent fédéral prévu par le Plan de relance économique de 2009, ainsi que la possibilité à certains immigrés illégaux de suivre des études au Texas. 

Bien que contesté sur sa droite qui l'accuse de ne pas gouverner le Texas comme le faisait George W. Bush, Rick Perry est réélu en novembre 2006 avec 39 % des voix contre 30 % au candidat démocrate Chris Dell, 13 % au populiste Kinky Friedman et 18 % à la conservatrice bushiste Carole Strayhorn.

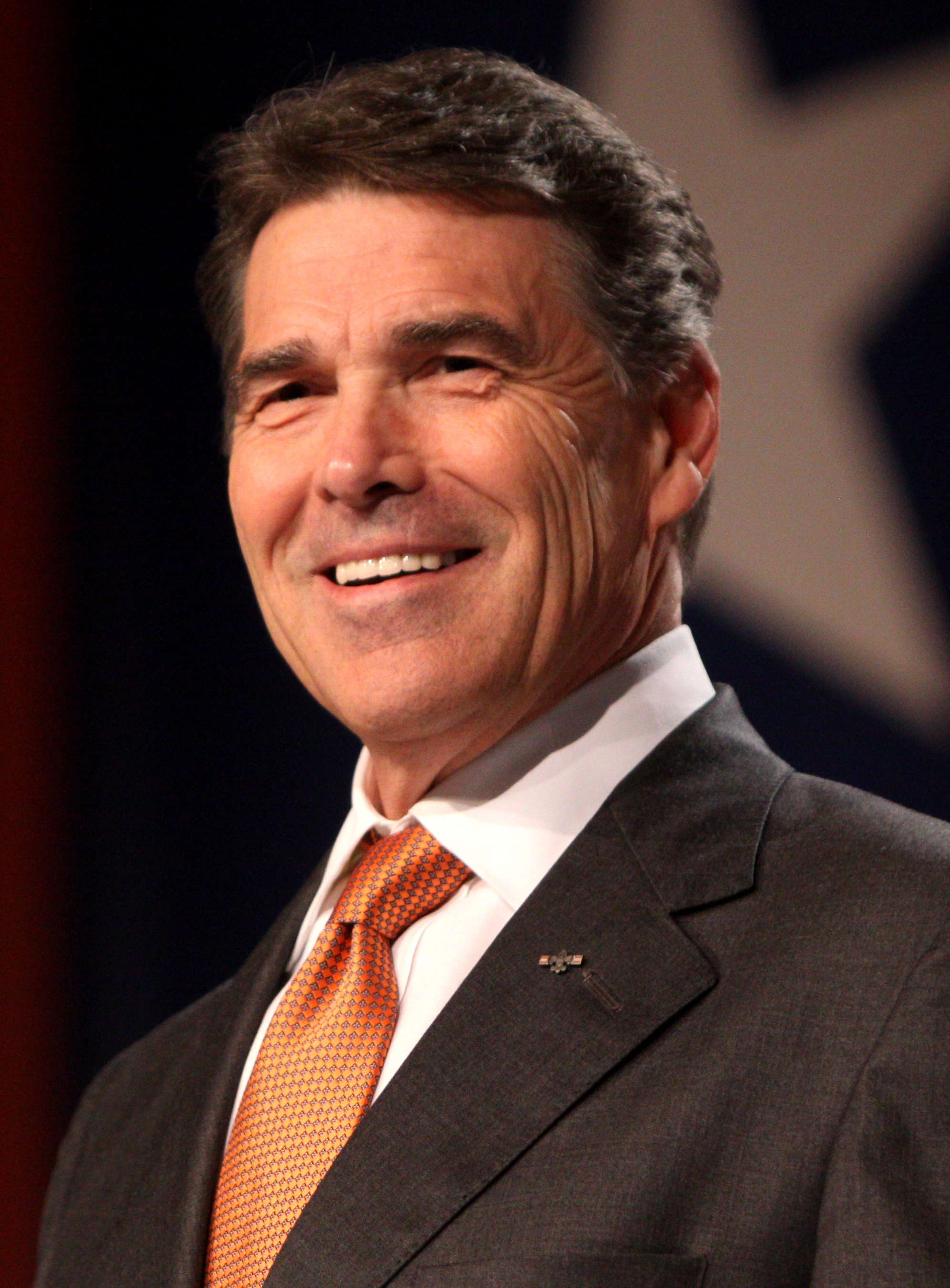
Rick Perry en 2011.

En 2009, il évoque le droit de son État à faire sécession si le gouvernement continuait à « harceler » les citoyens en les forçant, par exemple, à souscrire une assurance-maladie alors qu'un résident sur quatre n'a pas d'assurance-maladie au Texas et que l'éducation a été victime de la réduction des dépenses budgétaires,.
Il est réélu une nouvelle fois en 2010, avec 55 % des voix. Son bilan économique lui donne l'avantage, le Texas étant depuis plusieurs années l'État le plus attractif du pays pour les entreprises. Il tire aussi avantage du fait que depuis la mi-2009, 37 % des emplois créés aux États-Unis l'ont été au Texas bien que ces emplois soient souvent précaires et peu qualifiés.

#### Candidature à l’élection présidentielle de 2012

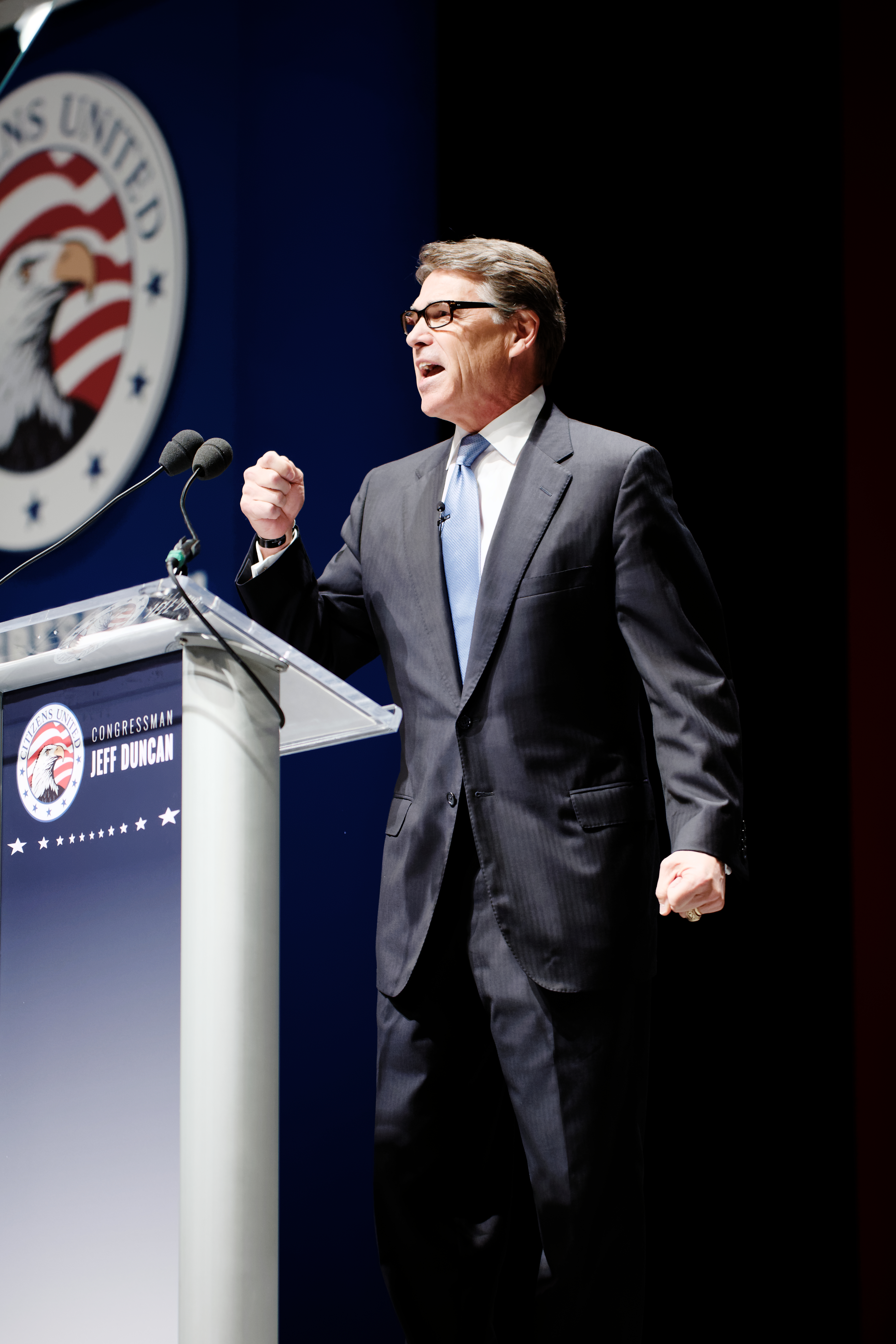
Rick Perry en campagne en Caroline du Sud, en 2015.

Le 13 août 2011, il se porte candidat à l'investiture républicaine pour l'élection présidentielle américaine de 2012. Pour Perry, cette précandidature à la Maison-Blanche s'explique par le fait qu'il faut « rassembler le pays comme l'a fait en son temps George W. Bush ». Au fil des débats et de ses déplacements, Rick Perry commet plusieurs impairs, écornant sérieusement son image de présidentiable auprès de l'électorat,. Certains considèrent même que sa candidature est « en chute libre ». Il n'a notamment pas soumis le nombre de signatures requis pour pouvoir participer à la primaire dans l'État de Virginie, considérée comme cruciale. Après les scrutins de l’Iowa et du New Hampshire, où il obtient des résultats décevants, arrivant loin derrière le favori Mitt Romney, il décide de suspendre sa campagne.
Le 19 janvier 2012, il annonce officiellement son retrait de la course à l'investiture de son parti. Il apporte son soutien à Newt Gingrich pour tenter de contrer Mitt Romney, mais il échoue à son tour.

#### Candidature à l’élection présidentielle de 2016
Le 4 juin 2015, Perry annonce qu'il est à nouveau candidat pour l'élection présidentielle de 2016 dans le cadre des primaires républicaines. Ne dépassant pas les 1 % des voix dans les sondages, il suspend sa campagne le 12 septembre.

#### Secrétaire à l'Énergie
Il est nommé secrétaire à l'Énergie des États-Unis le 2 mars 2017 dans l'administration Trump alors qu'il avait fait campagne pour démanteler le département de l'Énergie des États-Unis.
Le 17 octobre 2019, il annonce qu'il va démissionner de son poste avant la fin de l'année. Il quitte ses fonctions le 1er décembre suivant.

### Vie personnelle
Il est marié depuis 1982 à Anita Thigpen ; le couple est parent de deux enfants.
En 2016, il participe à la 23e saison de Dancing with the Stars.
En 2010, il devient chrétien évangélique membre de Lake Hills Church à Austin et est baptisé en 2014.

## Prises de positions

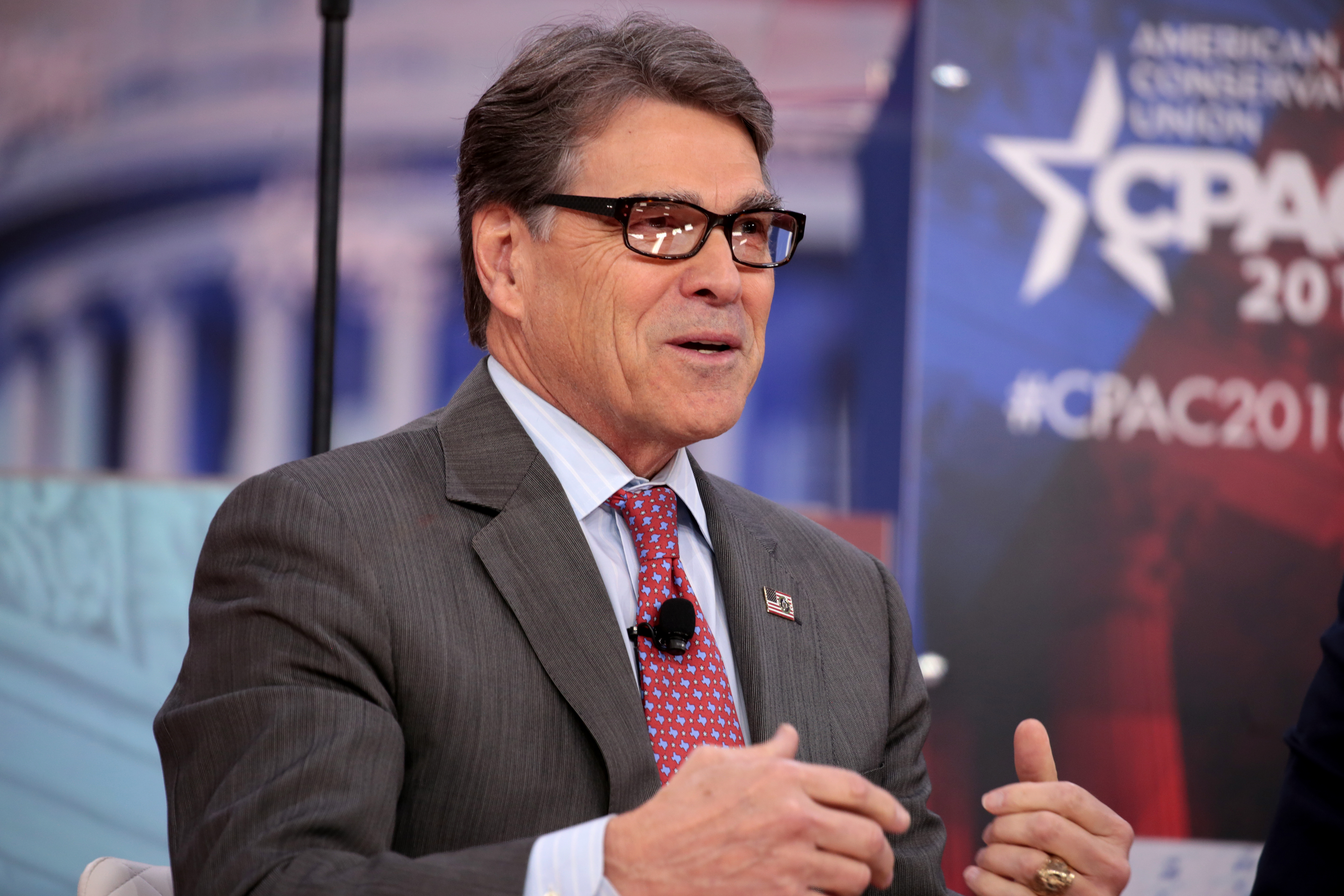
Rick Perry à la Conservative Political Action Conference de 2018.

Rick Perry est un partisan de la préservation des droits des États contre le gouvernement fédéral. Il a notamment écrit un livre à ce sujet intitulé Fed Up! Our Fight to Save America from Washington (Ras le bol ! Notre lutte pour sauver l'Amérique contre Washington), dans lequel il se décrit lui-même comme étant un « conservateur fiscal fier de l'être », opposé à l'intervention de la puissance publique et favorable à une réduction des taxes et impôts dans tous les domaines. À ce titre, il s'est opposé à la réforme de santé de Barack Obama. Il est pour l'abandon pur et simple de l'impôt fédéral sur le revenu, de la taxation sur les plus-values, sur les sociétés et sur l'héritage.
Lorsque l'État de New York légalise le mariage homosexuel en 2011, il déclare que — bien qu'il soit opposé à ce type d'union — « c'est leur affaire et ça ne me pose aucun problème ». Quelques jours après, il affine sa position à la suite de critiques d'autres conservateurs. Il dit avoir exagéré en disant que cela ne lui pose « aucun problème » car il reste fermement opposé au mariage homosexuel. Il ajoute que l'acte de New York est une menace pour les droits des États car il pourrait amener la Cour suprême à imposer le mariage homosexuel à l'échelle nationale. Il annonce donc qu'il est également favorable à l'introduction d'un amendement constitutionnel qui interdirait le mariage homosexuel, lequel amendement, selon les termes de la Constitution, devrait être ratifié par trois quarts des États.
Il est également partisan de la peine de mort ; 279 des 574 exécutions ayant eu lieu au Texas depuis 1982 sont survenues durant son mandat de gouverneur, plus que n'importe quel autre gouverneur de l'histoire des États-Unis,.
Concernant l'avortement, il a fait adopter une loi au Texas obligeant tout médecin de l'État à montrer l'échographie de son fœtus à une femme voulant pratiquer une IVG, et à lui faire écouter ses battements de cœur. En août 2014, il échoue à faire passer une loi impliquant la fermeture des 19 centres permettant les avortements au Texas, cette dernière étant jugée anticonstitutionnelle par la justice.
Lors de sa candidature aux primaires du Parti républicain en 2012, il appelle à « combattre tous les ennemis [des États-Unis], où qu’ils soient, avant qu’ils n’attaquent notre territoire », notamment par l’envoi de l’armée américaine au Mexique pour lutter contre le trafic de drogue. Il affirme par ailleurs que « pas un centime des contribuables » ne serait consacré sous sa présidence à l'aide extérieure sans contrepartie. Il se prononce en faveur de la simulation de noyade, pourtant considérée comme de la torture.
Perry s'est lui-même décrit comme un « fervent partisan du dessein intelligent en tant que question de foi et d'intellect » et a exprimé son soutien à son enseignement parallèlement à celui de l'évolution dans les écoles du Texas, mais a également déclaré que « les éducateurs et les responsables scolaires locaux, et non le gouverneur, devraient déterminer le programme scientifique ».